# Guillaume Pierre Godin

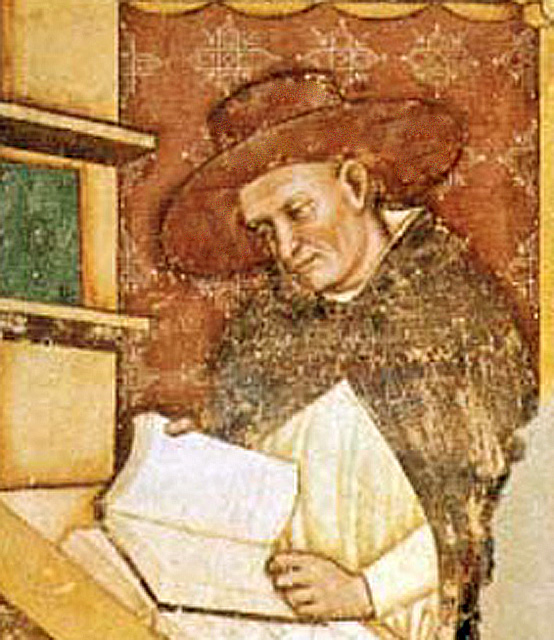
Kardinal Godin OP (Fresko von Tommaso da Modena (1352) im Kloster San Nicolò, Treviso)

Guillaume Pierre Godin O.P. (* 1260 in Bayonne; † 4. Juni 1336 in Avignon) war ein Kardinal der Römischen Kirche und Kardinalbischof des suburbikarischen Bistums Sabina.

## Leben
Godin war Dominikaner und legte 1279 im Alter von etwa 19 Jahren die Profess ab. Wann genau er die Priesterweihe und die Bischofsweihe empfing, ist nicht bekannt. Am 23. Dezember 1312 wurde er als Kardinalpriester von Santa Cecilia zum Kardinal erhoben. Am 12. September 1317 wurde er Kardinalbischof von Sabina. Er war Hauptkonsekrator des Lateinischen Patriarchen von Jerusalem Raymond Bequin (1324), Bischof Arnold von Eltz von Kammin (1325) und Bischof Matteo Orsini (1326), die alle drei ebenfalls dem Dominikanerorden angehörten.